# Замок Харденштайн
Замок Харденштайн (нем. Burg Hardenstein) — руины замка, расположенные к северо-западу от района Гербеде вестфальского города Виттен — окружен одноименным природным парком; замок со рвом был построен между 1345 и 1354 годами, заброшен в XVIII веке, в связи с истощением местных угольных месторождений, и передан в собственность города в 1976 году. Является памятником архитектуры и открыт для свободного посещения.

## История и описание
В 1354 году Генрих II фон Харденберг купил территорию современного замка у графа Берга Герхарду I. В том же году Генрих II поселился со своей семьей на южном берегу Рура — между Гербеде и Виттеном. Замок со рвом был построен здесь в период между 1345 и 1354 годами. Потомки Генриха II — взявшие фамилию «фон Харденштайн» — вероятно, испытывали финансовые трудности. Так в 1378 году Генрих IV фон Харденштайн спровоцировал междоусобицу с городом Дортмунд, потому что был должен местному еврейскому купцу значительную сумму денег. Атака на город Дортмунд, в которой участвовали около 1000 человек, провалилась; в ходе последующей кампании Генрих IV был захвачен кельнскими войсками и казнен.

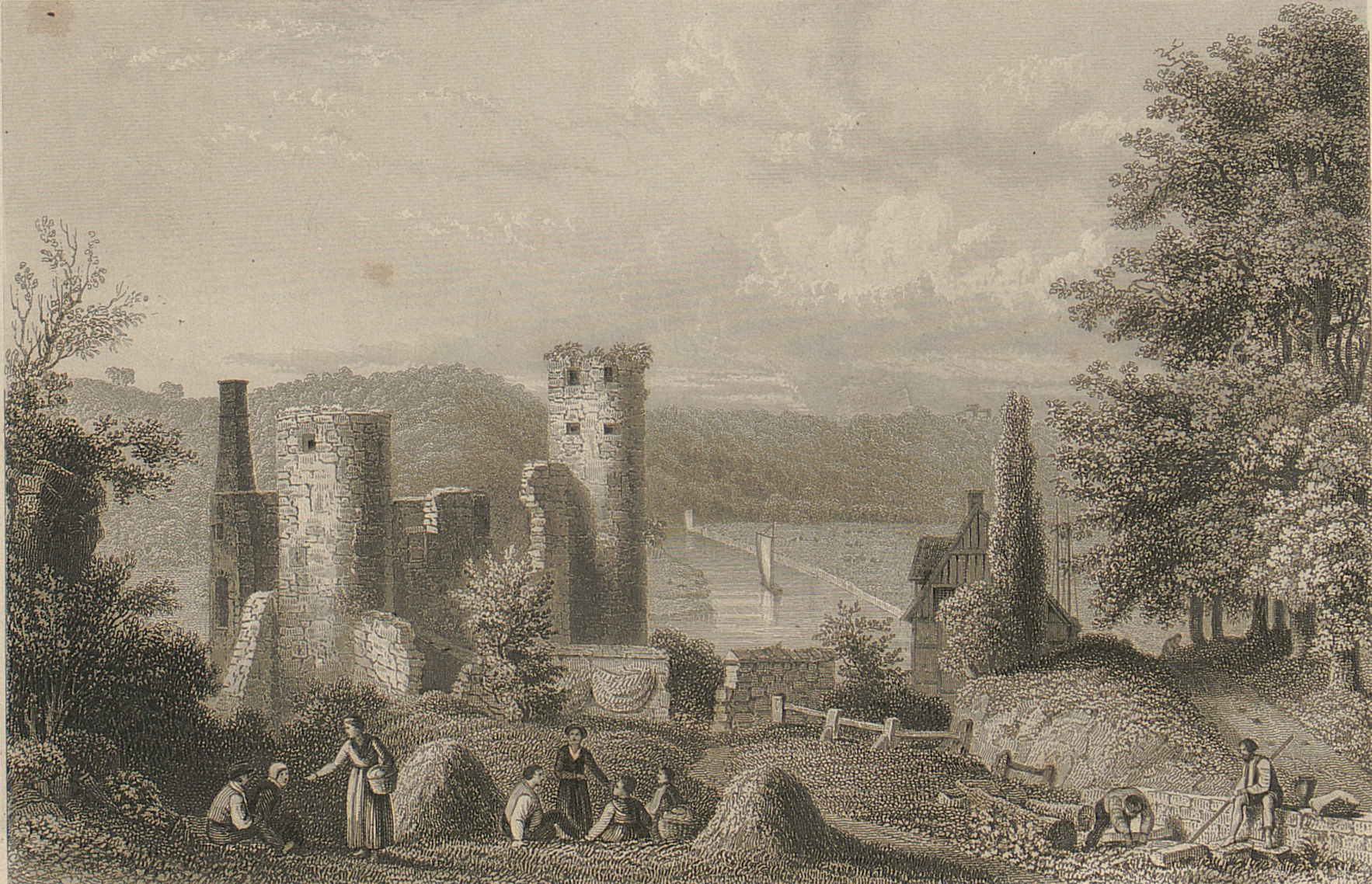
Изображение руин замка в середине XIX века

В результате брака с дочерью Генриха V — последнего из рода Харденберг — замок перешёл в 1439 году в собственность к Роберту Шталю из рода фон Гольштейн. В 1430—1440 годах южная сторона замка была расширена двумя фланговыми башнями и защитной (щековой) стеной. Угольные месторождения, находившиеся в течение многих лет рядом с бывшим замком, привели к тому, что он все еще был населён и в XVI веке. Только с XVIII века, после того как месторождения были заброшены, замок пришел в упадок.
В 1974 году замок был сдан в аренду городу Хербеде (Гербеде), с 1975 года — городу Виттен, в котором Гербеде являлся одним из районов. Руины замка продолжают исследоваться — с 1974 года их поддержанием занимается местная ассоциация «Burgfreunde Hardenstein». Архивы замка и коллекция археологических экспонатов, обнаруженных на его территории, находятся сегодня в небольшом музее при начальной школе Виттен-Гербеде; здесь их можно свободно посетить. Погодные условия и несвоевременные меры безопасности привели к тому, что замок продолжает разрушаться: так, среди прочего, в ночь на 16 марта 2010 года рухнула промежуточная стена главного корпуса. В 2017 году реконструкция и восстановление подверженных зон была завершена и руины снова стали доступны для посетителей. С 2009 года замок Харденштайн освещается по ночам; в 2017 году на его территории была установлена система видеонаблюдения.
С апреля 2006 года местный паром «Hardenstein» проходит рядом с руинами. Как единственный паром на Руре, он является местной достопримечательность и частью велосипедной сети в Рурской долине. Паром, маршрут которого заканчивается на противоположном берегу — возле шлюза Гербеде — обслуживается пятнадцатью добровольцами и постоянным сотрудником, шкипером. Экскурсионное судно «MS Schwalbe II», принадлежащее местной коммунальной компании «Stadtwerke Witten», также регулярно проходит рядом с руинами.